# عبدالله علوی
عبدالله علوی (انگلیسی: Abdullah Alawi؛ زادهٔ ۵ اوت ۱۹۹۱) یک بازیکن فوتبال اهل قطر است.